# 魯登科韋
51°1′33″N 34°10′50″E / 51.02583°N 34.18056°E
魯登科韋（烏克蘭語：Руденкове）是位於烏克蘭東北部的村莊，由蘇梅州蘇梅區的比洛皮利亞市鎮負責管轄。該村處於泰雷欣基附近，距離約西波韋1.5公里，海拔高度171米，2001年人口44。